# Еврооптимизм
Еврооптимизм (англ. Eurooptimism) — одна из форм политической деятельности (оптимизм) Европейского союза, согласно которой еврооптимисты проводят политику, направленную на усиление институциональной роли структур Европейского союза и на улучшение восприятия европейского единства, развивают академические исследования, направленные на противодействие евроскептикам.

## История
Еврооптимизм возник как политическое и академическое направление как ответ на возросший евроскептицизм и на усиление идей национальной независимости и суверенитета в европейских странах. На фоне первого случая европейской дезинтеграции и обострения ряда кризисов внутри союза, в том числе экономических и социальных, возросла сила различных политических сил, отрицающих определяющую роль Брюсселя в формировании политической повестки. В ответ на это возник еврооптимизм, ставящий на первое место европейскую интеграцию.

## Представители
Приверженцы еврооптимизма делятся на несколько групп.
Для сторонников одной из них приоритетным направлением работы коммунитарных институтов является евроатлантическое партнёрство. В качестве главного союзника единой Европы считаются США, поэтому главной ценностью еврооптимистов является европейско-американское стратегическое сотрудничество. Среди сторонников группы придерживаются мысли о том, что необходимо оборонять западноевропейские и тем более «евроатлантические» ценности от угрозы исламизации. В этой среде также сильны «русофобские» убеждения, потому что с их точки зрения России европейские ценности чужды и вряд ли они когда-нибудь станут родными её политической культуре. Это мнение очень близко к традиционной идее единой Европы в классической панъевропейской концепции Р. Куденхове-Калерги и к более поздней идее гарвардского исследователя С. Хантингтона о «столкновении цивилизаций».
Другой группе еврооптимистов характерна идея поступательного объединения Европы с одновременным сохранением демократических ценностей и социально ориентированной рыночной экономики. Они выступают за сохранение «евроатлантического» цивилизационного пространства без доминирующей роли США и убеждены, что Европейскому Союзу необходимо проводить политику независимо от Вашингтона, при этом сохраняя стратегическое партнёрство. К соседним государствам данная группа относится терпимо, что касается как России, так и мусульманского мира.
Аналитика политической ситуации в Европе показывает, что наиболее активную поддержку существующему европейскому проекту оказали представители трёх идеологических течений, которые входят в тройку самых влиятельных групп Европарламента: христианские демократы, либералы и социал-демократы.
К представителям еврооптимистов можно отнести немецкого канцлера Ангелу Меркель, президента Франции Эммануэля Макрона, общеевропейскую партию Европейского народного единства.

## Выборы в Европейский парламент 2019
Выборы 2019 года показали, что позиции еврооптимистов, заинтересованных в усилении интеграционных процессов, заметно ослабли. Теперь таким привычно лидирующим партиям как народники из EPP и социал-демократы из S&D придётся налаживать отношения с новыми партиями, так как ими было потеряно партийное большинство в парламенте.

## Образ России в еврооптимизме
Воображение географических границ территорий тех или иных стран, а также их принадлежность к определённому региону мира — это реальный фактор политики. Среди известных примеров «воображаемой географии» можно назвать «изобретение Восточной Европы» и определение «Востока» исходя из потребностей «Запада». При помощи подобной «воображаемой географии» в современной политике европейской идентичности можно рассмотреть вопрос о принадлежности России Европе.
Образ неоднороден и варьируется в зависимости от множества факторов. Один из важнейших факторов — это отношение политического актора к проблеме европейской интеграции и существованию ЕС в его нынешнем виде. Два течения современной политической жизни ЕС — «еврооптимисты» и «евроскептики» — формируют и два основных варианта образа России, существующих в политике европейской идентичности.
Ведущая тенденция репрезентации России в политике европейской идентичности, проводимая «еврооптимистами», декларирует исключение её из Европы. Этому способствовали исторические условия возникновения Евросоюза: панъевропейский проект Р. Куденхове-Каллерги, появившийся в 1920-х гг., был основан на негативном образе России.
Исключение России из «Европы» происходит в рамках политико-правового, социально-экономического и культурного дискурсов; кроме того, используются исторический, цивилизационный, конфессиональный и этнический дискурсы, которые обосновывают сущностную чуждость России европейской цивилизации. Особенную функцию у сторонников исключения России из «Европы» выполняет новая интерпретация Второй мировой войны, занимающей важное место в политике европейской идентичности, особенно в последнее десятилетие.
Негативный образ России является в какой-то степени неизбежным дополнением создания европейскости в дискурсе «еврооптимистов». Вместе с тем важно отметить другую тенденцию. В политике европейской идентичности евроскептиков преимущественно используется образ России как неотъемлемой части европейской цивилизации. Такой образ воплощает ценности, которые рассматриваются ими в качестве основ европейской цивилизации (защита национального суверенитета; опора на христианство; сохранение традиционной семьи; ограничение иммиграции) и в пренебрежении которыми они обвиняют власти Европейского Союза. В этом смысле образ России включается в их проекты Европы, альтернативные ЕС, используется в его критике и является фактором размывания европейской идентичности и дезинтеграции ЕС.

## Критика
Оппозицией европтимизму является евроскептицизм. Основные источники евроскептицизма это убеждения в том, что интеграция подрывает национальный суверенитет и национальное государство, что ЕС является элитарным и испытывает недостаток в демократической легитимности и прозрачности, что он слишком бюрократичен и расточителен, что это поощряет высокий уровень миграции, или восприятие, что это неолиберальная организация, обслуживающая бизнес-элиту за счет рабочего класса, ответственная за жесткую экономию и приватизацию.